# Valla socken
Valla socken i Bohuslän ingick i Tjörns härad, ingår sedan 1971 i Tjörns kommun och motsvarar från 2016 Valla distrikt.
Socknens areal är 49,78 kvadratkilometer varav 49,35 land. År 2000 fanns här 4 512 invånare. Godset Sundsby, tätorterna Myggenäs och Höviksnäs, småorterna Skåpesund och Lilla Askerön samt sockenkyrkan Valla kyrka ligger i socknen.   

## Administrativ historik
Valla socken har medeltida ursprung.
Vid kommunreformen 1862 övergick socknens ansvar för de kyrkliga frågorna till Valla församling och för de borgerliga frågorna bildades Valla landskommun. Landskommunen inkorporerades 1952 i Tjörns landskommun som 1971 uppgick i Tjörns kommun.
1 januari 2016 inrättades distriktet Valla, med samma omfattning som församlingen hade 1999/2000.  
Socknen har tillhört län, fögderier, tingslag och domsagor enligt vad som beskrivs i artikeln Tjörns härad. De indelta båtsmännen tillhörde 1:a Bohusläns båtsmanskompani.

## Geografi och natur
Valla socken ligger på östra Tjörn och omfattar även öar som Mjörn, Lilla Askerön och Lilla Brattön. Socknens består av skogbevuxna bergplatåer med odlingsbygd i dalsänkor.
I socknen finns två naturskyddsområden. De är naturreservatet Stigfjorden som delas med Stenkyrka och Klövedals socknar samt Stala socken i Orusts kommun och naturvårdsområdet Sundsby, båda ingår i EU-nätverket Natura 2000.
En sätesgård var Sundsby säteri på ön Mjörn.

## Fornlämningar
Cirka 50 boplatser, två döser och tre gånggrifter från stenåldern har påträffats. Från bronsåldern finns flera gravrösen, skålgropsförekomster och cirka 40 hällristningar. Från järnåldern finns sju gravfält och en fornborg.

## Befolkningsutveckling
Befolkningen ökade från 1 435 1810 till 2 175 1860 varefter den minskade till 1 251 1960 då den var som minst under 1900-talet. därpå ökade folkmängden på nytt till 4 123 1990.

## Namnet
Namnet skrevs 1320 Valla innehåller vall, 'slät, gräsbevuxen mark'.